# Silver Surfer (serie animata)
Silver Surfer è una serie a cartoni animati basata sul personaggio dei fumetti della Marvel Comics dello stesso nome. La serie è composta di una sola stagione trasmessa di 13 episodi da 26 minuti l'uno, più 8 episodi scritti per una seconda stagione prima che la produzione decidesse la sospensione definitiva. È stata prodotta da Marvel Studios nel 1998 e andata in onda sul canale Fox. La serie s'ispira ai disegni di Stan Lee e Jack Kirby.

## Personaggi
- Norrin Rad/Silver Surfer: protagonista della serie, è un essere semidivino proveniente da Zenn-La e araldo di Galactus. Doppiato in inglese da Paul Essiembre e in italiano da Luca Semeraro.
- Galactus: inizialmente antagonista poi personaggio di supporto della serie, è un'antica e potente entità mutidimensionale dotata di poteri praticamente illimitati ma che necessita di alimentarsi dell'energia dei pianeti per sopravvivere. A differenza di tutti gli altri personaggi, Galactus è animato in CGI cosa che sottolinea il suo status superiore rispetto agli altri personaggi. Doppiato in inglese da James Blendick e in italiano da Mario Zucca.
- Shalla-Bal: proveniente da Zenn-La, è la fidanzata e promessa sposa di Norrin Rad al quale egli desidera disperatamente riunirsi. Doppiata in inglese da Camilla Scott e in italiano da Anna Maria Tulli.
- Gamora: comandante membro dei Senza-Patria, un ordine di alieni che hanno perso il loro pianeta a causa di Galactus. Doppiata in inglese da Mary Long (1ª voce) e da Alison Sealy-Smith (2ª voce) e in italiano da Loredana Nicosia.
- Nebula: piratessa spaziale con un occhio solo, lei e il suo equipaggio sono alla ricerca dei segreti della Biblioteca Universale degli Osservatori. Doppiata in inglese da Jennifer Dale e in italiano da Barbara Castracane.
- Thanos: antagonista finale della serie, in questa versione Thanos viaggia sulla sua nave per l'universo distruggendo interi pianeti le cui vite offre come tributo a Lady Caos, la sua dea, nella speranza che questi lo prenda come suo consorte. Doppiato in inglese da Gary Krawford e in italiano da Gianni Gaude.
- Uatu: noto anche come l'Osservatore, è un essere il cui scopo è osservare tutto ciò che accade nell'universo. Doppiato in inglese da Colin Fox e in italiano da Antonio Guidi.
- Ego: un pianeta vivente inizialmente schiavizzato da Thanos che viene liberato (seppur involontariamente) da Silver Surfer. Doppiato in inglese da Roy Lewis e in italiano da Antonello Governale.
- Pip: un troll prigioniero dei Kree che diventa amico di Silver Surfer dopo che questi lo salverà. Doppiato in inglese da Robert Bockstael e in italiano da Diego Sabre.
- Drax: un potente androide costruito da Mentore per aiutarlo nella sua ricerca di Thanos. Doppiato in inglese da Norm Spencer e in italiano da Daniele Demma.
- Mentore: fratello gemello di Thanos (anziché suo padre come nei fumetti), creato artificialmente come lui ma, a differenza di Thanos, ha l'aspetto di un uomo normale e non presenta gli stessi poteri cosmici. Doppiato in inglese da Cedric Smith e in italiano da Mario Scarabelli.

## Lista episodi
| n° | Titolo originale                        | Titolo italiano                             |
| -- | --------------------------------------- | ------------------------------------------- |
| 1  | The Origin of the Silver Surfer: Part 1 | Le origini di Silver Surfer (prima parte)   |
| 2  | The Origin of the Silver Surfer: Part 2 | Le origini di Silver Surfer (seconda parte) |
| 3  | The Origin of the Silver Surfer: Part 3 | Le origini di Silver Surfer (terza parte)   |
| 4  | The Planet of Dr. Moreau                | Il pianeta del dottor Moreau                |
| 5  | Learning Curve: Part 1                  | La biblioteca universale (prima parte)      |
| 6  | Learning Curve: Part 2                  | La biblioteca universale (seconda parte)    |
| 7  | Innervisions                            | Intuizioni                                  |
| 8  | Antibody                                | Anticorpo                                   |
| 9  | Second Foundation                       | Seconda fondazione                          |
| 10 | Radical Justice                         | Giustizia radicale                          |
| 11 | The Forever War                         | La battaglia eterna                         |
| 12 | Return to Zenn-La                       | Ritorno a Zenn La                           |
| 13 | The End of Eternity                     | La fine di Eternità                         |